# Jongensschool Beveren
De jongensschool van Beveren is een deel van de Vrije Lagere School in Beveren, deelgemeente van de Belgische stad Roeselare. De oude school werd in 1879 opgericht. De school is gelegen in de Wijnendalestraat en is sinds 2001 samengesmolten met de (vroegere) meisjesschool van Beveren uit de Schoolstraat.

## Geschiedenis

### 1879-1914
Toen op 1 juli 1879 de liberale wet wet van Humbeek werd goedgekeurd, telde de jongensschool twee onderwijzers; de gebroeders Hendrik en Isidoor Rabau. De school was gelegen waar later de vernieuwde jongensschool is (vernieuwd in 1952-1953).
Door de wet van Humbeek werden de gemeenten het recht ontzegd vrije scholen aan te nemen of verder te ondersteunen. De godsdienstlessen moesten gegeven worden door de bedienaars van de eredienst, buiten de schooluren en in een lokaal daartoe aangeduid. De reactie van de Belgische bisschoppen was dat elke pastoor de opdracht kreeg om een vrije lagere school op te richten in diens parochie. De priesters mochten geen godsdienstonderwijs geven in de gemeentescholen. De Heilige Sacramenten werden geweigerd aan mensen die hun kinderen naar gemeentescholen stuurden.
Na de nieuwe schoolwet van 1884, na de verkiezingsnederlaag van de liberalen, werd het volgende beslist in de gemeenteraad: de gemeenteschool werd afgeschaft en de vrije school werd aangenomen. Het schoolgebouw en de meubelen werden in gebruik gegeven van de vrije school, wat ruim een eeuw later nog steeds zo bleef.

### 1914-1943
Tijdens de Eerste Wereldoorlog werd de school door Duitsers bezet. De Duitsers kwamen Beveren binnen op maandag 19 oktober 1914, ook wel gekend als "Schuwe maandag". Vanaf die dag was het een komen en gaan van Duitsers, want Beveren lag in het etappengebied. De jongens - en meisjesschool waren doorlopen door Duitse troepen bezet. De eerste en tweede graad vonden een voorlopig onderkomen in het kippenhok van dhr Vanwalleghem in Onledemolenstraat. In 1918 begon het schooljaar op 24 november.
Vanaf 1931 werd vanwege de inspectie aangedrongen op splitsing van de graadsklassen en dus verruiming van het schoolgebouw, gezien de steeds groeiende schoolbevolking.  Het zou echter nog duren tot in 1952 tot de verbouwingswerken zouden beginnen. In 1939 telde de school 170 leerlingen, in 1941, 192.

### 1943-heden
In de Tweede Wereldoorlog werd het schoolgaan niet zo erg gestoord als tijdens de Eerste Wereldoorlog.  In maart 1943 werden enkele klassen in de meisjesschool door de Duitsers bezet. De twee klassen van de jongensschool (eerste en tweede leerjaar), in het klooster gevestigd, kregen een ander onderkomen, de ene in de drukkerij van Benari De Ceuninck en de andere in de feestzaal van het parochiaal centrum, waar ze bleef tot na de verruiming van de schoolgebouwen in 1952-1953.
Beveren werd door een Poolse eenheid bevrijd op 8 september 1944.  Het schooljaar begon op 17 september, de school telde 230 leerlingen.
In de loop van 1952 en 1953 werd het schoolgebouw verruimd en een turnzaal gebouwd. Op 9 augustus 1953 werd de school plechtig ingehuldigd. Gedurende de werken waren de klassen in noodlokalen ondergebracht: het eerste en tweede leerjaar bleven in het klooster, het derde, vierde en achtste leerjaar werden ondergebracht in het parochiaal centrum, het vijfde leerjaar in de garage van Alidor Driessens, het zesde en zevende leerjaar in de oude cichoreibranderij van Robert Van Eeckhout.
De school smolt samen met de meisjesschool in 2001. De kleuterklassen bleven waar ze altijd al zich bevonden: in de gebouwen van de meisjesschool en deze vormen nu, samen met de Kapelhoek als wijkafdeling, een autonome kleuterschool. 
De onderbouw van de gefusioneerde school bevindt zich momenteel in de gebouwen van de meisjesschool en de bovenbouw in de jongensschool. Sedert 1 september 2007 veranderde de school van naam: het was niet langer de "Gesubsidieerde Vrije Lagere School", maar "De Bever". (vs. een afspraak in de scholengemeenschap ARKORUM, waartoe de school behoort, en die elk een eigen naam moeten hebben)